# 2 Zabrski Pułk Piechoty im. Tadeusza Kościuszki
2 Zabrski Pułk Piechoty im. Tadeusza Kościuszki – pułk piechoty polskiej okresu III powstania śląskiego.

## Historia
Sformowany w pow. zabrskim i toszecko-gliwickim, jako grupa taktyczna w składzie 4 batalionów, licząca około 1600 żołnierzy. Po sformowaniu wyruszył w kierunku Odry osiągając ją w rejonie Bierawy w dniu 6 maja 1921 roku. Zajął tam pozycje obronne w rejonie Dziergowic, gdzie toczył walki obronne. W dniu 9 maja rozpoczął natarcie i dotarł do linii Brzeźce – Stare Koźle – Pogrzelec. 
W dniu 10 maja 1921 roku wszedł w skład Grupy „Wschód” i otrzymał numer 2.  19 maja pułk zajął pozycję obronne na odcinku Brzeźce – Januszkowice, gdzie 21 maja odpierał silne ataki wojsk niemieckich. W dniu 27 maja wsparty został przez katowicki pułk Rudolfa Niemczyka, co pozwolił na skrócenie linii obronnej do Łąki Kozielskiej. Na tym odcinku prowadził walki obronne do 2 czerwca 1921 roku, kiedy został zastąpiony przez królewskohucki pułk Karola Gajdzika.
Następnie do momentu likwidacji III powstania śląskiego pozostawał w odwodzie. W momencie likwidacji powstania pułk został przetransportowany na teren Wielkopolski i tam zdemobilizowany.

## Obsada pułku
- Dowódca – Paweł Cyms
- Adiutant – Kazimierz Joks
- Oficer operacyjny – Jan Keller
- Oficer gospodarczy – Mieczysław Kłapa
- Oficer łączności – Roer
- Oficer sanitarny – Jan Strzoda
- Dowódca 1 batalionu – J. Ziarnek
- Dowódca 2 batalionu – Stanisław Oleksin
- Dowódca 3 batalionu – Feliks Sojka
- Dowódca 4 batalionu – Mikołaj Pośpiech